# Де Брёйне, Ян
Ян Адрианюс де Брёйне (нидерл. Jan Adrianus de Bruine, 15 июля 1903 — 4 апреля 1983) — нидерландский офицер-артиллерист, призёр Олимпийских игр.

## Биография
Родился в 1903 году в Винсхотене. В 1936 году принял участие в Олимпийских играх в Берлине, где нидерландская сборная завоевала серебряные медали в конкуре; в личном первенстве в конкуре он стал 11-м. В 1948 году участвовал в Олимпийских играх в Лондоне, также в состязаниях по конкуру, но медалей не завоевал.